# Escacs per correspondència

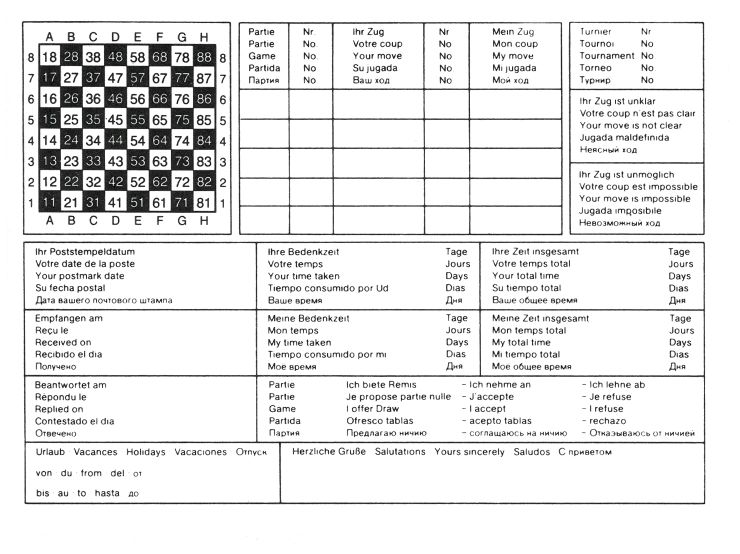
Targeta postal per jugar a escacs per correspondència

Els escacs per correspondència, també anomenats escacs postals, són una varietat dels escacs jugada a través de qualsevol mètode de correspondència a llarga distància, que es practica normalment (en l'actualitat) a través d'un servidor d'escacs per correspondència, d'email o de correu; d'altres mètodes que s'han emprat són el fax o els coloms missatgers. Els escacs per correspondència contrasten amb els escacs sobre el tauler, en què els jugadors seuen alhora a banda i banda d'un escaquer (o bé juguen remotament, però al mateix temps).
Els escacs per correspondència permeten que gent o clubs que són geogràficament allunyats puguin jugar sense que calgui que es trobin físicament. Aquesta relació de llunyania és només un dels trets distintius d'aquesta varietat dels escacs. La durada d'una partida jugada per correspondència pot variar depenent del mètode usat per transmetre les jugades: una partida disputada via servidor o email pot durar no més d'uns pocs dies, setmanes, o mesos, però una de jugada per carta entre jugadors geogràficament allunyats pot durar anys.

## Trets característics dels escacs per correspondència
Els escacs per correspondència difereixen dels escacs sobre el tauler en diversos aspectes. Mentre els jugadors sobre el tauler generalment juguen alhora (llevat del cas de les exhibicions de simultànies), els jugadors per correspondència sovint juguen diferents partides a la vegada. Les partides de torneig es disputen en paral·lel, i els jugadors poden tenir més de cent partides en marxa al mateix temps.
Els límits de temps en joc per correspondència són usualment entre 30 i 60 dies per cada 10 moviments (a banda del temps de transmissió en escacs postals). Aquest temps permet càlculs profunds, de manera que els errors greus són poc freqüents. Algunes formes d'ajut extern, com llibres, bases de dades i de vegades programes d'escacs, són permeses de vegades. Els llibres i bases de dades s'accepten universalment, però algunes organitzacions no permeten la utilització de programes d'escacs.

## Ajut d'ordinadors
El nou fenomen de l'ajut dels ordinadors ha alterat substancialment l'essència dels escacs per correspondència, de manera que a més a més d'un profund coneixement dels escacs i disciplina analítica, ha esdevingut molt important l'habilitat per interpretar les anàlisis de l'ordinador. Atès que fins i tot els jugadors amb pocs coneixements escaquístics poden fer servir els programes d'escacs més forts per analitzar llurs partides, la diferència entre els aficionats i els mestres s'ha arronsat en els anys recents. De tota manera, la influència de l'ajut dels ordinadors és controvertida tant en el joc oficial com en l'amistós, i encara no hi ha consens sobre on permetre o no l'ajut de les màquines.

## Òrgans de govern dels escacs per correspondència
Els torneigs d'escacs per correspondència són jugats usualment sota els auspicis d'algun organisme oficial, principalment la ICCF (International Correspondence Chess Federation), que és afiliada a la FIDE, la Federació Internacional d'Escacs. De tota manera, la ICCF, que organitza torneigs postals i per e-mail, no és l'única organització involucrada en escacs per correspondència. Hi ha nombroses federacions nacionals i regionals en aquest àmbit, així com organitzacions dedicades a organitzar torneigs per e-mail gratuïts, com ara l'International Email Chess Group (IECG), el Free Internet Correspondence Games Server (FICGS), que també organitza un cicle pel Campionat del món, i l'International E-mail Chess Club (IECC). De tota manera, les organitzacions diferents de la ICCF no són reconegudes per la FIDE.
La ICCF atorga els títols de Mestre Internacional, Mestre Internacional Senior i Gran Mestre Internacional d'Escacs per Correspondència — aquests títols són similars als atorgats per la FIDE en l'àmbit dels escacs sobre el tauler. La ICCF també organitza el Campionat del món d'escacs per correspondència. Com que aquests esdeveniments poden durar molt de temps, es poden encavalcar: per exemple, el febrer de 2005 Joop van Oosterom fou declarat guanyador del divuitè Campionat del món (que havia començat el juny de 2003), mentre que el guanyador del dissetè Campionat (que havia començat el març de 2002) encara no havia estat determinat.
Fins al 2004, els escacs per correspondència de la ICCF eren només via postal o email. Per jugar en aquestes dues formes de transmissió, la ICCF va desenvolupar la seva pròpia forma de notació, coneguda com la notació numèrica de l'ICCF, especialment dissenyada pels escacs per correspondència.
En anys recents, l'ús creixent de programes d'escacs cada cop més potents, ha suposat nous reptes per organitzacions com l'ICCF, que han generat de vegades algunes decisions controvertides sobre l'admissibilitat d'aquesta mena de programes en el joc oficial d'escacs per correspondència.
Cal tenir en compte també que l'emergència d'internet ha creat noves oportunitat pels escacs per correspondència, encara que no siguin organitzats per federacions oficials. El joc amistós per correspondència inclou partides a través de servidors d'escacs disputades entre particulars. El joc amistós per correspondència no genera rànquings oficials, tot i que alguns servidors calculen rànquings per cada jugador basats en els resultats computats per aquell servidor.

## Tipus d'escacs per correspondència
Hi ha els següents tipus principals d'escacs per correspondència, tot i que actualment el més popular és sens dubte el basat en servidors d'internet.

### Escacs a través de servidors d'internet
Els servidors d'escacs per correspondència disposen habitualment de base de dades, i d'una interfície web per introduir jugades a la base de dades.
Els preus del servidor poden variar. El més habitual és el cobrament d'una quota anual, que permet els jugadors jugar tants torneigs o partides com vulguin durant tot l'any. Alguns servidors ofereixen de manera gratuïta ser-ne membre, amb més serveis disponibles a canvi d'una tarifa. Els servidors més informals permeten l'ús de sobrenoms, i tenen un sistema de classificació en temps real que sovint ajusta el rating d'un jugador després de cada partida computada.

### Escacs per mòbil
Amb l'adveniment dels smart-phones com ara l'iPhone d'Apple, ginys d'escacs per correspondència tipus Blackberry i Android han incrementat recentment la seva popularitat. Normalment usen tecnologies Wifi, GPRS, 3G i de vegades SMS per enviar les jugades a un servidor.

### Escacs per e-mail
Hi ha entitats dedicades a organitzar escacs per email, com ara l'International E-mail Chess Club (IECC).
El joc per e-mail ha anat perdent popularitat a causa de factors com els virus informàtics, les reclamacions de jugadors en el sentit de no rebre alguns moviments, i impediments similars basats en la dificultat de supervisar el joc.

### Escacs postals
Hi ha organitzacions nacionals i regionals pels escacs postals, que usen el correu tradicional per a transmetre els moviments entre els jugadors. L'ICCF i les seves federacions associaces organitzen sovint molts torneigs postals. L'Associació Espanyola d'Escacs per correspondència (AEAC) entitat fundada el 2002 i afiliada a la ICCF , és l'encarregada d'organitzar les competències d'aquesta modalitat a Espanya.
Les entitats que tradicionalment han organitzat els escacs postals, com ara la International Correspondence Chess Association, la Correspondence Chess League of America (CCLA), o la United States Chess Federation (USCF) han afegit les opcions de servidors d'internet o d'e-mail a la seva oferta de joc per correspondència.
El joc postal ha estat actualment depassat pel joc per e-mail, en què les partides són més barates, i els moviments són lliurats gratuïtament i instantània per e-mail.

## Jugadors sobre el tauler que també practiquen escacs per correspondència
Tot i que actualment els millors jugadors per correspondència són especialistes, hi ha hagut en el passat notables jugadors sobre el tauler que han practicat també el joc postal. Olga Rubtsova va guanyar el Campionat del món femení en les dues versions, per correspondència, i sobre el tauler. Els ex campions del món per correspondència Alberic O'Kelly de Galway i Viatxeslav Ragozin eren Grans Mestres sobre el tauler, i Iàkov Estrin, C.J.S. Purdy i Mikhail Umansky eren Mestres Internacionals sobre el tauler. Alguns jugadors han ostentat el títol de GM en les dues modalitats del joc: Ulf Andersson, Igor Bondarevsky, Aivars Gipslis, Curt Hansen, Jonny Hector, Jānis Klovāns, Olita Rause (WGM), Lothar Schmid i Duncan Suttles. Els GMs per correspondència Janos Balogh, Olaf Barda, Jean Hebert, Jonathan Penrose i Richard Polaczek són també MIx sobre el tauler, i el GM sobre el tauler Aleksandr Tóluix fou MI per correspondència. El GM per correspondència Martin Kreuzer és Mestre de la FIDE sobre el tauler.
Paul Keres, jugador estonià sovint considerat com el més fort jugador que mai ha arribat a ser Campió del món, va jugar sovint per correspondència, aparentment a causa de les dificultats que tenia per trobar a la seva zona jugadors prou forts per enfrontar-s'hi sobre el tauler. Els campions del món sobre el tauler Aleksandr Alekhin i Max Euwe també van jugar per correspondència. Ulf Andersson també va assolir rànquings ICCF i FIDE molt elevats, mantenint-se al top 100 de la FIDE fins a juny de 2002, i segon de manera continuada a l'ICCF. Andrei Sokolov és un altre GM sobre el tauler que més recentment s'ha dedicat als escacs per e-mail. El Campió del món per correspondència Hans Berliner és també Mestre Internacional sobre el tauler.

## Campionat espanyol d’escacs per correspondéncia
El 1947 la Federació Espanyola d'Escacs (FEDA) va crear la vocalía FECAP per a la modalitat del joc per correu postal i li va encarregar la tasca d'organitzar el 1er Campionat d'Espanya d'escacs per correspondéncia.
| #  | Anys      | Campió                                        | Província                       |
| -- | --------- | --------------------------------------------- | ------------------------------- |
| 1  | 1948-1951 | Santiago Martínez Mocete                      | Madrid                          |
| 2  | 1956-1958 | Miguel Albareda Creus                         | Sabadell (Barcelona)            |
| 3  | 1963-1965 | Esteban Barrababé Menal                       | Barcelona                       |
| 4  | 1964-1966 | Jordi Werner Serrat                           | Barcelona                       |
| 5  | 1965-1967 | Melchor Subirá Prat                           | Barcelona                       |
| 6  | 1966-1968 | Esteban Barrababé Menal                       | Barcelona                       |
| 7  | 1967-1969 | Jordi Werner Serrat                           | Barcelona                       |
| 8  | 1968-1970 | Esteban Barrababé Menal i Felipe Moreno Ramos | Barcelona                       |
| 9  | 1971-1973 | Francisco Anglada Ballbé                      | Barcelona                       |
| 10 | 1972-1974 | Ernesto Palacios de la Prida                  | Sevilla                         |
| 11 | 1973-1976 | Rosendo Planas Ferret                         | Villanueva y Geltrú (Barcelona) |
| 12 | 1975-1977 | Rosendo Planas Ferret                         | Villanueva y Geltrú (Barcelona) |
| 13 | 1973-1975 | Felipe Moreno Ramos                           | Cáceres                         |
| 14 | 1976-1978 | Enrique Pascual Gras                          | Sevilla                         |
| 15 | 1978-1981 | José Garriga Nualart                          | Barcelona                       |
| 16 | 1980-1982 | Santiago Bonay Toscas                         | Gavá (Barcelona)                |
| 17 | 1983-1986 | José Garriga Nualart                          | Barcelona                       |
| 18 | 1986-1992 | José Pons Ribot                               | Arenys de Mar (Barcelona)       |
| 19 | 1991-1994 | Ricardo Montecatine Ríos                      | Sevilla                         |
| 20 | 1995-1999 | Juan García Orenes                            | Murcia                          |
| 21 | 2000-2003 | Pedro Drake Diez de Rivera                    | Madrid                          |
| 22 | 2003-2006 | Josep Mercadal Benejam                        |                                 |
| 23 | 2003-2005 | Francisco Muñoz Moreno                        |                                 |
| 24 | 2005-2008 | Ignacio Santos Crespo                         |                                 |
| 25 | 2007-2009 | Javier Asturiano Molina                       |                                 |
| 26 | 2009-2012 | Javier Asturiano Molina                       |                                 |
| 27 | 2011-2013 | Francisco de Asis Velilla Velasco             |                                 |
| 28 | 2013-2016 | Eduardo Miras García                          |                                 |
| 29 | 2015-2017 | Francisco Tarrio Ocaña                        |                                 |
| 30 | 2017-2019 | Juan Aguiar García                            |                                 |
| 31 | 2019-2021 | Alberto Pérez López                           |                                 |
| 32 | 2021-2023 | Francisco Burgos Garbin                       |                                 |

## Copa d'Espanya
| #   | Anys      | Guanyador                                      |
| --- | --------- | ---------------------------------------------- |
| 01. | 1974-1978 | José Garriga Nualart i Santiago Carruez Bergés |
| 02. | 1984-1986 | José Larrosa Vila                              |
| 03. | 1988-1990 | José Barrios Troncoso                          |
| 04. | 1991-1995 | Jesús Varela Mourín                            |
| 05. | 1995-1997 | Julio Baldomero García                         |
| 06. | 1998-2001 | Joel Martín Clemente                           |
| 08. | 2005-2008 | Francisco Vellila Velasco                      |
| 09. | 2008-2011 | Javier Asturiano Molina                        |
| 10. | 2010-2012 | Juan Aguiar García                             |
| 11. | 2012-2014 | Juan Aguiar García                             |
| 12. | 2014-2017 | Gabriel Jiménez Molina                         |
| 13. | 2017-2019 | Tomás Santamaría Pérez                         |
| 14. | 2018-2010 | Sergio Cardozo García                          |
| 15. | 2020-2022 | Tomás Santamaría Pérez                         |

## Campionat d'Espanya per equips
| #   | Anys      | Campió                        | integrants de l'equip                                                                                 |
| --- | --------- | ----------------------------- | --- |
| 01. | 1971-1975 | Real Club Deportivo La Coruña | |
| 02. | 1987-1991 | Club Escacs Tarragona         | Albert González Freixas, Joan Benet Ledo, Estanislau Gilabert Mallol i Antoni Gala Zamora.            |
| 03. | 1991-1995 | Club Escacs Tarragona         | Xavier Gutiérrez Martínez, Albert González Freixas, Josep García Rubio i Antoni Gala Zamora.          |
| 04. | 1995-1999 | Moncase-PIPA                  | Fernando Vega Holm, Ricardo Montecatine Ríos, Jesús Romero Sáchez i Francisco Espejo Hava.            |
| 05. | 2000-2005 | Club Escacs Tarragona         | Carmelo Fernández Vicente, Carlos Moreno carretero, Agusti Solanas i Juan Martí Pericot.              |
| 06. | 2005-2007 | Club Escacs Tarragona         | Armand Reig Piñol, Carlos Moreno Carretero, Carmelo Fernández Vicente i Juan Martí Pericot.           |
| 07. | 2008-2010 | Club Escacs Tarragona         | Juan Martín Pericot, Estanilau Gilabert Mallol, Carlos Montero Carretero i Carmelo Fernández Vicente. |
| 08. | 2011-2013 | Mazarval                      | Álvaro Benlloch Guirao, Juan Aupi Royo, Rafael Aupi Royo i Francisco Aupi Rifá.                       |
| 09. | 2013-2016 | Club Escacs Tarragona         | Juan Martí Pericot, Carmelo Fernández Vicente, Carlos Moreno Carretero i Jesús Castro Cruz.           |
| 10. | 2016-2018 | Club Escacs Ciutadella        | Josep Mercadal Benejam, Liberto Triay Moll, Miguel Villaescusa Navalón i Santiago Gomila Martí.       |
| 11. | 2018-2019 | Atlético Ronda                | Juan Aguiar García, Alberto Pérez López, Juan Romero Rodríguez i Ildefonso García Rodríguez.          |
| 12. | 2020-2021 | Atlético Ronda                | Juan Aguiar García, Alberto Pérez López, JUAN Romero Rodríguez i Ildefonso García Rodríguez.          |

## Campions del món de la ICCF
Les dates es refereixen al període en què es va produir el final del campionat, tal com les dona el lloc web de la ICCF.

### Homes
| #  | Anys      | Campió                                        | Nationalitat                        |
| -- | --------- | --------------------------------------------- | ----------------------------------- |
| 1  | 1950-1953 | Cecil John Seddon Purdy                       | Austràlia                           |
| 2  | 1956-1959 | Viatxeslav Ragozin                            | Unió Soviètica                      |
| 3  | 1959-1962 | Albéric O'Kelly de Galway                     | Bèlgica                             |
| 4  | 1962-1965 | Vladimir Zagorovsky                           | Unió Soviètica                      |
| 5  | 1965-1968 | Hans Berliner                                 | Estats Units                        |
| 6  | 1968-1971 | Horst Rittner                                 | Alemanya de l'Est                   |
| 7  | 1972-1976 | Iàkov Estrin                                  | Unió Soviètica                      |
| 8  | 1975-1980 | Jørn Sloth                                    | Dinamarca                           |
| 9  | 1977-1983 | Tõnu Õim                                      | Unió Soviètica                      |
| 10 | 1978-1984 | Victor Palciauskas                            | Estats Units                        |
| 11 | 1983-1989 | Friedrich Baumbach                            | Alemanya de l'Est                   |
| 12 | 1984-1991 | Grigori Sanakóiev                             | Rússia                              |
| 13 | 1989-1998 | Mikhail Umansky                               | Rússia                              |
| 14 | 1994-2000 | Tõnu Õim                                      | Estònia                             |
| 15 | 1996-2002 | Gert Jan Timmerman                            | Països Baixos                       |
| 16 | 1999-2004 | Tunç Hamarat                                  | Àustria                             |
| 17 | 2002-2007 | Ivar Bern                                     | Noruega                             |
| 18 | 2003-2005 | Joop van Oosterom                             | Països Baixos                       |
| 19 | 2004-2007 | Christophe Léotard                            | França                              |
| 20 | 2004-2011 | Pertti Lehikoinen                             | Finlàndia                           |
| 21 | 2005-2008 | Joop van Oosterom                             | Països Baixos                       |
| 22 | 2007-2010 | Aleksandr Surenovich Dronov                   | Rússia                              |
| 23 | 2007-2011 | Ulrich Stephan                                | Alemanya                            |
| 24 | 2009-2011 | Marjan Šemrl                                  | Eslovènia                           |
| 25 | 2009-2013 | Fabio Finocchiaro                             | Itàlia                              |
| 26 | 2010-2014 | Ron Langeveld                                 | Països Baixos                       |
| 27 | 2011-2014 | Aleksandr Surenovich Dronov                   | Rússia                              |
| 28 | 2013-2016 | Leonardo Ljubicic                             | Croàcia                             |
| 29 | 2015-2018 | Aleksandr Surenovich Dronov                   | Rússia                              |
| 30 | 2017-2019 | Andrey Kochemasov                             | Rússia                              |
| 31 | 2019-2022 | Fabian Stanach, Christian Muck, Ron Langeveld | Polònia, · Àustria. · Països Baixos |
| 32 | 2020-2022 | Jon Edwards                                   | Estats Units                        |

### Dones
| #  | Anys      | Campiona                        | Nationalitat   |
| -- | --------- | ------------------------------- | -------------- |
| 1  | 1968-1972 | Olga Rubtsova                   | Unió Soviètica |
| 2  | 1972-1977 | Lora Jakovleva                  | Unió Soviètica |
| 3  | 1978-1984 | Ljuba Kristol                   | Israel         |
| 4  | 1984-1992 | Liudmila Belàvenets             | Unió Soviètica |
| 5  | 1993-1998 | Ljuba Kristol                   | Israel         |
| 6  | 2000-2005 | Alessandra Riegler              | Itàlia         |
| 7  | 2002-2006 | Olga Mikhailovna Sukhareva      | Rússia         |
| 8  | 2007-2010 | Olga Mikhailovna Sukhareva      | Rússia         |
| 9  | 2011-2014 | Irina Vladimirovna Perevertkina | Rússia         |
| 10 | 2014-2017 | Irina Vladimirovna Perevertkina | Rússia         |
| 11 | 2017-2020 | Irina Vladimirovna Perevertkina | Rússia         |
| 12 | 2020-2023 | Irina Vladimirovna Perevertkina | Rússia         |

## Campions del món de la FICGS
1. Xavier Pichelin (2008)
2. Xavier Pichelin (2009)
3. Edward Kotlyanskiy (2010)
4. Eros Riccio (2011)
5. Eros Riccio (2011)
6. Eros Riccio (2012)
7. Eros Riccio (2012)
8. Eros Riccio (2013)
9. Eros Riccio (2014)
10. Eros Riccio (2015)